# 로만 시시킨
로만 알렉산드로비치 시시킨(러시아어: Роман Александрович Шишкин, Roman Aleksandrovich Shishkin, 1987년 1월 27일 ~ )은 과거 라이트 백으로 활약했던 러시아의 전 축구 선수이다.

## 수상

### 개인
- 러시아 프리미어리그 최고의 유망주 (1): 2006
- 러시아 리그 탑 33 (3): #3 (2006), #3 (2011/12), #2 (2013/14)

### 클럽
로코모티프 모스크바
- 러시아 컵: 2014–15